# نظرية الأعداد المتسامية
نظرية الأعداد المتسامية (بالإنجليزية: Transcendental number theory)‏ هي فرع من فروع نظرية الأعداد تهتم بدراسة الأعداد المتسامية (الأعداد اللائي لسن حلولا لمعادلات حدودية معاملاتها أعداد طبيعية)، من حيث الكم ومن حيث الكيف.

## التسامي
وِفق المبرهنة الأساسية في الجبر فإنه إذا كان لدينا كثيرة حدود {\displaystyle P(z)} غير ثابتة (أي أنها لا تساوي ثابتاً ما) مع معاملات كسرية، فإن لها جذراً في الأعداد المركبة. أي أنه بالنسبة لأي كثيرة حدود من هذا النوع سيكون هناك عدد مركب {\displaystyle \alpha } بحيث {\displaystyle P(\alpha )=0}. تهتم نظرية الأعداد المتسامية بالسؤال العكسي : بالنظر إلى العدد المركب {\displaystyle \alpha } ، هل هناك كثيرة حدود {\displaystyle P} مع المعاملات كسرية بحيث أن {\displaystyle P(\alpha )=0}؟ في حالة عدم وجود مثل هاته الكثيرة الحدود ، يسمى العدد {\displaystyle \alpha } متسامياً.

## التاريخ

### التقريب بالأرقام الكسرية: من ليوفيل إلى روث
استخدام المصطلح المتسامي للإشارة إلى عدد غير جبري يعود إلى القرن السابع عشر ، عندما أثبت جوتفريد لايبنيز أن دالة الجيب لم تكن دالة جبرية. مسألة كون فئات معينة من الأعداد متساميتاَ تعود إلى عام 1748، عندما إفترض أويلر أن اللوغاريثم ذو الأساس {\displaystyle b}، {\displaystyle \log _{b}a} لم يكن جبريًا للأعداد الكسرية {\displaystyle a} و{\displaystyle b} بشرط أن {\displaystyle b} ليس على شكل {\displaystyle b=c} بحيث {\displaystyle c} عدد كسري.
لم يتم إثبات إفتراض أويلر حتى القرن العشرين ، ولكن بعد ما يقرب من مائة عام من ادعائه تمكن جوزيف ليوفيل من إثبات وجود أعداد غير جبرية ، وهو أمر لم يكن معروفًا حتى ذلك الحين على وجه اليقين. وأسست أوراقه الأصلية حول هذه المسألة في أربعينيات القرن التاسع عشر الحجج باستخدام الكسور المستمرة لتكوين أعداد متسامية. في وقت لاحق ، في خمسينيات القرن التاسع عشر ، أعطى شرطًا ضروريًا لعدد ما ليكون جبريًا ، وبالتالي شرطًا كافيًا لعدد ليكون متساميًا. لم يكن شرط التسامي هذا قوياً بما يكفي ليكون حاسماً ، وفشل بالفعل في اكتشاف أن العدد e متسامي. لكن عمله قدم فئة كبيرة من الأعداد المتسامية ، والتي تُعرف الآن باسم أعداد ليوفيل تكريماً له.

يعتمد الشرط الذي قدمه ليوفيل على أن الأعداد الجبرية لا يمكن تقرديرها جيدًا بإستدام الأعداد الكسرية. لذلك إذا كان من الممكن تقديرعددٍ ما جيدًا من خلال الأعداد المنطقية ، فيجب أن يكون هذا العدد متساميًا. المعنى الدقيق لـ «قريب جدًا» في عمل ليوفيل يتعلق بأس معين. أظهر أنه إذا كان {\displaystyle \alpha } عددًا جبريًا من الدرجة {\displaystyle d\geq 2} و هو أي عدد أكبر من الصفر ، فإن التعبير : 
{\displaystyle \left|\alpha -{\frac {p}{q}}\right|<{\frac {1}{q^{d+\varepsilon }}}}
يمكن أن يُستوفى فقط بعدد محدود من الأعداد الكسرية {\displaystyle {\frac {p}{q}}} .(أي أن هذه المتفاوتة ليس لها عدد غير محدود من الحلول).